# آدلینا پاتی
آدلینا پاتی (اسپانیایی: Adelina Patti‎؛ ۱۰ فوریهٔ ۱۸۴۳ – ۲۷ سپتامبر ۱۹۱۹) خواننده اپرای اهل اسپانیا بود. خلوص و شاعرانگی آواز بل کانتوی او بی‌رقیب بود و بسیار مورد ستایش بزرگانی همچون وردی قرار داشت. پاتی از نام‌آورترین سوپرانوهای تاریخ اپرا به‌شمار می‌رود.